# Университетская клиника Буловка
Университетская клиника Буловка (чеш. Fakultní nemocnice Bulovka) — большой больничный комплекс, расположенный в Праге 8. В течение года в больницу госпитализируются около пятидесяти тысяч пациентов.

## История
Быстро растущий город нуждался в дополнительных мощностях, и под руководством врача Ладислава Прохазки была инициирована идея строительства ещё одной больницы. После Первой мировой войны Ладислав Прохазка и профессор Кристиан Гинек предложили план строительства новой больницы в районе Либень. Строительство, начавшееся в 1925 году, было завершено в 1931 году, и 21 июня состоялось открытие новой больницы с шестью павильонами, известной как Буловка. В течение 1930-х годов были построены новые павильоны для лечения туберкулёза и кожных заболеваний.
Во время Второй мировой войны и после неё больница продолжала расширяться и развиваться, став Государственной больницей в Праге. В 1950-е годы она была включена в состав системы здравоохранения и стала факультетской больницей в 1979 году. В 1990-е годы многие здания вернулись под управление города, а учреждение было передано под управление Министерства здравоохранения.
С 1 января 2012 года больница утратила статус факультетской, но в 2021 году его восстановила.

## Интнересные факты
4 июня 1942 года в госпитале Буловка скончался от ран, полученных во время покушения 27 мая, исполняющий обязанности рейхспротектора Богемии и Моравии Рейнхард Гейдрих.